# أنتوني إ. فان دايك
أنتوني إ. فان دايك (بالإنجليزية: Anthony E. Van Dyke)‏ عقيد في قوات مشاة بحرية الولايات المتحدة والقائد الحالي للقوات البحرية في قاعة هندرسون في مقاطعة أرلنغتون. خدم سابقا في مقر الولايات المتحدة بحرية الولايات المتحدة في لندن بإنجلترا وفي قواعد قوات مشاة بحرية الولايات المتحدة عبر أمريكا[ ؟ ].
في عام 1989 عمل فان دايك كموظف لوجستي / توريد وموظف صيانة للطائرات في توستين بكاليفورنيا قبل إرساله إلى الكويت كجزء من عملية درع الصحراء مع وحدة ميو الثالثة عشرة.

## وصلات خارجية
- موقع قاعة هندرسون